# Le fond de l'air est frais (téléfilm)

Fond de l'air est frais est un téléfilm français de Laurent Carcélès réalisé en 2004 dont la première diffusion eut lieu en 2006.

## Synopsis
De retour d'Amérique du Sud, Auguste Lavallière réunit sa tribu pour les vacances de Pâques dans le domaine familial, une propriété vinicole du Bordelais. Tout le monde est là : Arthur, l'aîné un brin paresseux qui squatte les lieux depuis des années, Édouard, le présentateur météo, accompagné de son épouse Sylvie et de ses deux garçons Tristan et Melchior, et la pleurnicharde Chantal, venue avec son mari Hubert et son fils Maxime. S'ajoutent l'ex-femme d'Auguste, Jacqueline, concertiste de talent, qui profite de l'occasion pour présenter son chevalier servant, le jeune Vladimir; ainsi que la nounou, Sophie. La joie des retrouvailles fait bientôt place à la colère et la consternation : Auguste annonce qu'il vient de vendre la maison, déshéritant ses trois enfants… Le lendemain, le patriarche est découvert mort dans la bibliothèque…

## Fiche technique
- Réalisation : Laurent Carcélès
- Scénario : Laurel Mati et Maxime Barles
- Musique : Carolin Petit
- Durée : 90 minutes
- Date de diffusion : 16 mars 2006

## Distribution
- Macha Méril : Jacqueline
- Jean-Yves Berteloot : Arthur
- Maurice Barrier : Auguste
- Valentine Varela : Chantal
- Renaud Marx : Édouard
- Babsie Steger : Sylvie
- Frédéric Bouchet : Hubert
- Nicolas Bridet : Vladimir
- Élodie Frenck : Sophie
- Alexandre Carrière : Le brigadier
- Geoffrey Sauveaux : Tristan
- Renaud Cestre : Melchior
- Darius Darnat : Maxime

## Récompenses
Au Festival de la fiction TV de Saint-Tropez 2005 :
- Meilleure réalisation pour Laurent Carceles
- Meilleure musique pour Caroline Petit